# I-21 (sous-marin)
Pour les articles homonymes, voir I21.
Le I-21 est un sous-marin japonais de type B (乙型（伊十五型)）ayant servi durant la Seconde Guerre mondiale dans la Marine impériale japonaise.
Le I-21 a été le sous-marin japonais le plus performant à opérer dans les eaux australiennes, participant à l'attaque du port de Sydney en 1942 et coulant 44 000 tonneaux de navires alliés lors de ses deux déploiements au large de la côte est de l'Australie.

## Construction
Construit par Kawasaki Shipbuilding Corporation à Kobe au Japon, le I-21 a été mis sur cale le 7 janvier 1939. Il a été lancé le 24 février 1940 et a été achevé et mis en service le 15 juillet 1941.

## Description
Le I-21, pesant près de 2 600 tonnes en surface, était capable de plonger à 100 m, puis de se déplacer à une vitesse maximale de 8 nœuds, avec une autonomie de 96 milles nautiques à une vitesse réduite de 3 nœuds. En surface, sa portée était de 14 000 milles nautiques, développant une vitesse maximale de 23,6 nœuds. Il transportait un hydravion de reconnaissance biplace Yokosuka E14Y (connu des Alliés sous le nom de Glen), stocké dans un hangar hydrodynamique à la base de la tour de navigation (kiosque).

## Histoire du service
Le 15 juillet 1941, il est achevé, mis en service et affecté à la 3e division de sous-marins du 1er escadron de sous-marins de la 6e flotte . Le I-21 était basé dans le district naval de Yokosuka.
Le 31 octobre 1941, le commandant Matsumura Kanji est désigné comme commandant, et le 10 novembre, il assiste à une réunion des commandants de sous-marins à bord du croiseur léger Katori (vaisseau amiral de la 6e Flotte), convoquée par le vice-amiral Mitsumi Shimizu, pour être informé de l'attaque prévue sur Pearl Harbor, faisant entrer de facto le japon en guerre contre les États-Unis.

### Attaque de Pearl Harbor
Le I-21 a quitté Yokosuka le 19 novembre et s'est rendu au rendez-vous dans la baie d'Hitokappu, à Etorofu dans l'archipel des îles Kouriles, où il est arrivé le 22 et est reparti le 26 pour les îles Hawaï, faisant office de vigie devant la force d'attaque de la 1re flotte aérienne (Kidō Butai). Le 2 décembre 1941, le signal codé "Montez le Mont Niitaka" est reçu, signifiant que les hostilités commenceront le 8 décembre (heure du Japon). Le 7 décembre 1941, le I-21 fut affecté à une patrouille au nord d'Oahu, à Hawaii.
Le 9 décembre, le sous-marin I-6 a signalé avoir repéré un porte-avions de la classe Lexington et deux croiseurs. le I-21 et le reste des navires du SubRon 1, ont reçu l'ordre de le poursuivre et de le couler. Cependant, la poursuite du I-21 a été retardée par des pannes de moteur diesel et des problèmes électriques. Il a également été repéré par plusieurs bombardiers en piqué Douglas SBD Dauntless et a dû plonger à chaque fois. Finalement, le 14 décembre, la poursuite est abandonnée et le I-21 et les autres sous-marins reçoivent l'ordre de se rendre sur la côte ouest des États-Unis pour attaquer les navires américains. Le I-21 a été chargé de patrouiller au large de Point Arguello, en Californie.

### Naufrage du SSMontebello
Le 23 décembre 1941, le I-21 aperçut le pétrolier Montebello de l'Union Oil Company, d'une capacité de 8 272 tonneaux de jauge brute. Ce navire de 130 m, construit en 1921, faisait route de Port San Luis, en Californie, à Vancouver, en Colombie-Britannique.
À 5h30, le I-21 a tiré deux torpilles à une portée de 2 000 m. L'une d'elles a été ratée, mais l'autre a frappé à l'avant du pétrolier dans la salle des pompes et la cale sèche. Les 38 hommes de l'équipage ont abandonné le pétrolier dans quatre canots de sauvetage, qui ont été mitraillés par le I-21 sans faire de victimes. Le Montebello a coulé par 270 m de fond à environ 6,4 km au sud du phare de Piedras Blancas à la position géographique de 35° 35′ N, 121° 16′ O.
En novembre 1996, une équipe de chercheurs en sciences marines a étudié et filmé l'épave d'un sous-marin de deux personnes. Le Montebello, apparemment toujours chargé de 16 000 m3 de pétrole brut, a été découvert au fond de la mer à 270 m de profondeur, à proximité du Sanctuaire marin national de la baie de Monterey (Monterey Bay National Marine Sanctuary). L'épave a été réexaminée en 2010 pour déterminer le niveau de détérioration et si le pétrole était toujours dans la cale et, le cas échéant, s'il représentait une menace pour l'environnement. Les chercheurs ont rapporté en octobre 2011 que la cargaison s'était dissipée dans le vaste océan peu après le naufrage.

### Bombardement de Newcastle, Australie
Le 8 juin 1942, le I-21 a brièvement bombardé Newcastle, en Nouvelle-Galles du Sud. Parmi les zones touchées dans la ville se trouvaient des chantiers navals et des aciéries. L'attaque n'a fait aucune victime et les dommages ont été minimes.

### Naufrage possible duUSS Porter
Le 26 octobre 1942, lors de la bataille des îles Santa Cruz, le I-21 est crédité dans la plupart des sources du naufrage du destroyer USS Porter. Cependant, l'auteur Richard B. Frank déclare que les archives japonaises ne le confirment pas et que, plus probablement, une torpille errante provenant d'un amerrissage d'un avion américain Grumman TBF Avenger a frappé le Porter et a causé les dommages fatals.

### Naufrage du SSKalingo
Le 17 janvier 1943, le I-21 torpille et coule le SS Kalingo de la Union Steam Ship Company à environ 180 km à l'est de Sydney. Deux membres de l'équipage chargés de l'incendie ont été tués lorsque la torpille a frappé, et 32 membres de son équipage se sont mis à l'abri dans un radeau de sauvetage,.

### Naufrage du SSIron Knight
Le 8 février 1943, le cargo SS Iron Knight, transportant du minerai de fer pour le compte de la BHP Shipping, fait partie d'un convoi de dix navires qui remonte la côte est de la Nouvelle-Galles du Sud. Vers 2h30 du matin, au nord de la Baie Twofold, le I-21 a tiré une torpille sur les navires de guerre qui flanquaient le Iron Knight à la tête de la flottille, à la faveur de l'obscurité. La torpille passa sous la proue de la corvette HMAS Townsville de la classe Bathurst et frappa le Iron Knight, le coulant avec la perte de 36 hommes d'équipage, dont son commandant, en moins de deux minutes. La plupart des membres de l'équipage se trouvaient sous le pont et n'ont pas pu s'échapper lorsque le navire a coulé. Seuls 14 ont survécu, grimpant à bord d'un seul canot de sauvetage pour être récupérés par le destroyer français Le Triomphant. Le HMAS Mildura, l'autre corvette qui gardait le convoi, a poursuivi le I-21 pendant plusieurs jours.
Le 4 juin 2006, l'épave du Iron Knight a été découverte dans les eaux au large de la ville de Bermagui en Nouvelle-Galles du Sud, à une profondeur d'environ 125 mètres. Les pêcheurs locaux avaient accroché leurs filets sur l'épave au fil des ans. Des familles et des descendants de l'équipage se sont rendus sur le site et ont déposé une couronne et des coquelicots sur les eaux au-dessus de l'épave. Le seul survivant du naufrage, John Stone, n'a pas pu faire le voyage depuis son domicile du sud de l'état de Victoria.

### Naufrage duStarr King

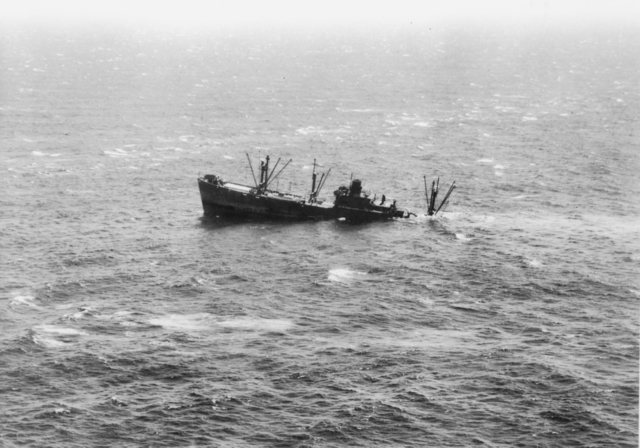
Le Starr King coule après avoir été attaqué par le I-21 près de Port Macquarie le 10 février 1943.

Le 11 février 1943, le I-21 coule le Liberty Ship Starr King, un navire américain de 7 176 tonneaux de jauge brute, près de Port Macquarie. Il n'y eut aucune victime et l'équipage fut récupéré par le HMAS Warramunga.

### Autres navires endommagés ou coulés le long de la côte est australienne
Le 18 janvier 1943, le I-21 torpille le pétrolier Mobilube, à 97 km)des côtes de Sydney, avec la perte de trois vies. Le 22 janvier 1943, le I-21 a également torpillé le Liberty ship Peter H. Burnett, à environ 680 km au nord de Sydney, il a été remorqué jusqu'à Sydney par la corvette HMAS Mildura. Le 12 novembre 1943, le navire de transport de troupes Cape San Juan a été torpillé et a coulé le lendemain.

### Perte
Le I-21 n'a jamais été revu à la suite d'un rapport final fait le 27 novembre 1943, au large des îles Gilbert. Un sous-marin japonais de type B, qui était probablement le I-21, a été torpillé et coulé par les avions TBF Avengers du porte-avions d'escorte USS Chenango  au large de Tarawa le 29 novembre 1943.